# Sheffield, Illinois

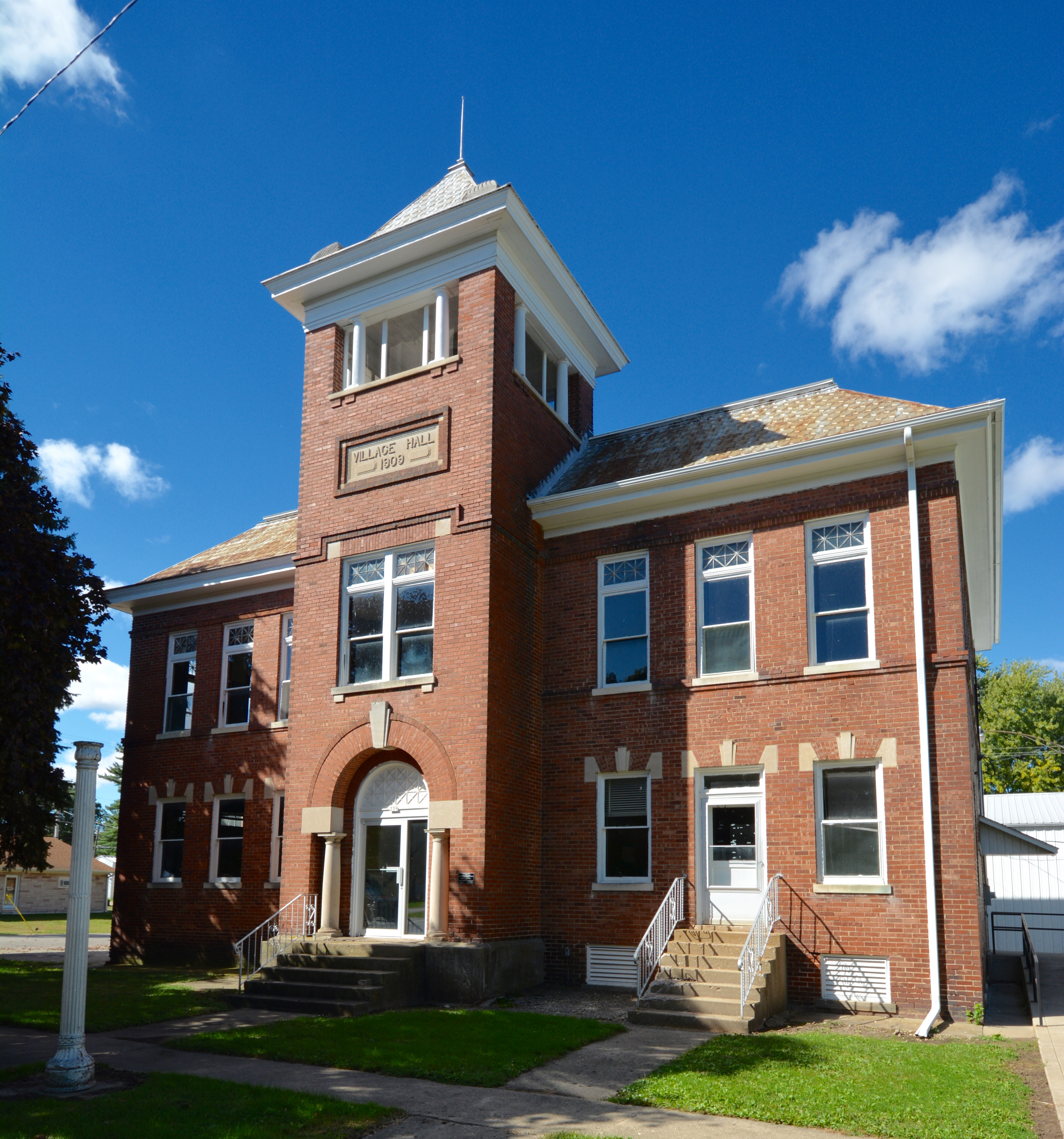
Sheffield Village Hall

Sheffield är en ort (village) i Bureau County i Illinois. Vid 2020 års folkräkning hade Sheffield 821 invånare.